# 雅典國王
在雅典式民主誕生以及雅典僭主和執政官出现以前，雅典城邦的统治者为雅典國王。他們大多數都帶有濃厚的神話色彩、皆源自歷史上發生過的事實。下表來自於公元四世紀該撒利亞的優西比烏的著述。

## 最早的國王
以下三位是在史前大洪水發生之前統治上一期雅典城邦的國王。
- 珀里法斯
- 俄古革斯
- 阿刻塔俄斯

## 刻克洛普斯朝
雖然是半人半蛇，但是刻克洛普斯仍然被認為是本次雅典的第一位國王。以下各位國王在位時間都是由希臘化時代的歷史學家通過帕羅斯年代記等資料推測得出的。
- 刻克洛普斯 前1556 - 前1506
- 克拉纳士 前1506 - 前1497
- 安菲克堤翁 前1497 - 前1487
- 厄里克托尼俄斯 前1487 - 前1437
- 潘狄翁一世 前1437 - 前1397
- 埃里克托尼俄斯 前1397- 前1347
- 刻克洛普斯二世 前1347 - 前1317
- 卡伊拉索斯 前1317 - 前1292
- 潘狄翁二世 前1292  - 前1291
- 米提昂 前1291 - 前1291
- 埃勾斯 前1291 - 前1234
- 忒修斯 前1234 - 前1204 （或前1213）
- 墨涅斯修斯 前1204 - 前1181（或前1213 - 前1191）
- 得摩豐 前1181 - 前1147
- 奥克因特斯 前1147 - 前1135
- 阿普黑达斯 前1135 - 前1134
- 特伊莫特斯 前1134 - 前1126

## 其他
- 米郎修斯 前1126 - 前1089（曾是皮洛斯王）
- 科德鲁斯 前1089 - 前1068

在科德洛斯死後，其子墨冬和Acastus也曾為王，或者至少成為執政官。 前753年之後該職位消失。

## 擴展閱讀
- Felix J., "Die Attische Königsliste," Klio 3 (1902), 406-439.